# Неран
Неран — село в Тугуро-Чумиканском районе Хабаровского края. Входит в состав сельского поселения «Село Чумикан». 

## География
Село находится на правом берегу реки Уда, на расстоянии 4 км к востоку от села Чумикан, административного центра района.

## Население
| 1992 | 2002 | 2010 | 2011 | 2012 | 2021 |
| ---- | ---- | ---- | ---- | ---- | ---- |
| 175  | ↘132 | ↘90  | →90  | ↘85  | ↘45  |

## Улицы
В селе имеются две улицы: Ветеранов и Мира.

## Экономика
Отделение оленеводческого предприятия «Чуттан».

## Инфраструктура
В селе функционируют отделение связи, фельдшерско-акушерский пункт, начальная школа, детсад-ясли, библиотека, клуб.